# متغذيات تعابرية
متغذيات تعابرية (الاسم العلمي: Syntrophaceae) هي فصيلة من البكتيريا، سلبية الغرام، تتبع رتبة بكتيريات متغذية تعابرية.